# Ludo Enckels
Ludo Enckels (Herk-de-Stad, 12 april 1956) is een Vlaams auteur.

## Biografie
Ludo Enckels studeerde voor opvoeder. Op zijn zestiende hoorde hij van een lerares dat hij talent had om te schrijven. Dat maakte een onuitwisbare indruk op hem. Schrijven was het liefste wat hij wilde doen. Later na de dood van zijn vader, met wie hij een reis maakte door de Sahara, bracht hem een opmerkelijke kentering in zijn leven. Hij reisde later nog naar Nigeria, Engeland, Marokko, het Verre Oosten, Azië en Afrika. Meer dan ooit was hij ervan overtuigd dat hij wilde schrijven over alles wat hij zag en meemaakte. In die periode schreef hij ook zijn eerste boeken, maar die bleven veilig in een bureaulade liggen. Lang deed hij niets met zijn boeken. Hij werkte later nog als automecanicien, barman, cafébaas, monteur en loodgieter. Al die tijd was zijn schrijverschap blijven sluimeren.
In 1988 publiceerde hij een roman voor volwassenen. Het grotere succes kwam met het verschijnen van zijn eerste jeugdboek De schoolpleindealers in 1996. Naast jeugdverhalen en romans schreef hij ook een aantal scenario's voor peuter- en prentenboeken. -
In Ludo Enckels' boeken komen onderwerpen als milieu, racisme, drugs, chatten en reizen dikwijls terug.

### Jeugdboeken
| Titel                  | Uitgever  | Jaartal (1ste druk) |
| ---------------------- | --------- | ------------------- |
| De schoolpleindealers  | Clavis    | 1996                |
| De nieuwe speler       | Clavis    | 1997                |
| Zomerkamp              | Clavis    | 2001                |
| Slot Wolfram           | Standaard | 2002                |
| Hooligan               | Clavis    | 2002                |
| Het web                | Clavis    | 2002                |
| Verwondingen           | Clavis    | 2003                |
| Het boek               | Standaard | 2003                |
| Ben ik dom?            | Standaard | 2003                |
| De prijs van het graan | Clavis    | 2003                |
| De olifantgod          | Standaard | 2004                |
| De zilveren Vogel      | standaard | 2004                |
| Dief!                  | Clavis    | 2005                |
| Het oog van de naald   | Clavis    | 2006                |
| Aanraking              | Kramat    | 2011                |

### Roman: Volwassenen
| Titel                            | Uitgever          | Jaartal |
| -------------------------------- | ----------------- | ------- |
| Een haast naakte man in het gras | Dilbeekse Cahiers | 1988    |

### Thriller: Volwassenen
| Titel                | Uitgever | Jaartal |
| -------------------- | -------- | ------- |
| Wervelstorm          | Kramat   | 2011    |
| De Mayonaise Moorden |          | 2012    |

### Prentenboeken
| Titel              | Uitgever | Jaartal |
| ------------------ | -------- | ------- |
| Het rode gietertje | Clavis   | 1999    |
| Hap voor Hap       | Clavis   | 1999    |

- Digitale Bibliotheek voor de Nederlandse Letteren: enck005
- International Standard Name Identifier: 0000 0003 6919 1362
- Nederlandse Thesaurus van Auteursnamen: 073517518
- Système universitaire de documentation: 057648417
- Virtual International Authority File: 291528870
- WorldCat: E39PBJmXFCmjqPWhBQKHJ9Btrq